# Mycoplasma laboratorium
El Mycoplasma laboratorium és el primer organisme sintètic dissenyat per un grup de científics. Concretament pel J. Craig Venter Institute, encapçalat per 
John Craig Venter.
L'organisme va ser conegut a raó d'una sol·licitud internacional de patent (la WO2007/047148 A1) feta pública el 26 d'abril del 2007.
L'organisme se sap que és un intent de crear un genoma bacterià mínim, o sigui un genoma de bacteri en què aquest tingui la mínima quantitat possible d'informació genètica sense perdre massa autonomia., El seu estudi es va realitzar noquejant un per un els 482 gens del Mycoplasma genitalium, un organisme triat pel fet de tenir un dels genomes més petits que es coneixen. i comprovant la viabilitat dels organismes obtinguts. D'aquesta manera es va poder reduir el nombre de gens considerats essencials a 381.
No se sap si ja ha arribat a obtenir l'organisme que es vol patentar, però el mecanisme de creació no és mitjançant la modificació d'organismes ja existents sinó sintetitzant químicament tot l'ADN en una carcassa bacteriana amb tots els intermediaris metabòlics inclosos.
La intenció és fer servir l'organisme obtingut com una carcassa fàcilment manipulable per obtenir beneficis biològics. D'aquesta manera la relació "béns produïts"/"biomassa produïda" s'acostarà molt a 1. En la mateixa patent s'observa la possibilitat de manipular-lo per obtenir bioetanol o hidrogen.
El primer organisme mare de l'espècie, és anomenat Sintia.